# 黑默尔豪森
黑默尔豪森是德国下萨克森州的一个市镇。总面积9.07平方公里，总人口576人，其中男性292人，女性284人（2011年12月31日），人口密度64人/平方公里。